# Rapperswil-Jona
Rapperswil-Jona (toponimo tedesco) è un comune svizzero di 28 640 abitanti del Canton San Gallo, nel distretto di See-Gaster; ha il titolo di città ed è la seconda città più popolosa del cantone dopo San Gallo.

## Geografia fisica

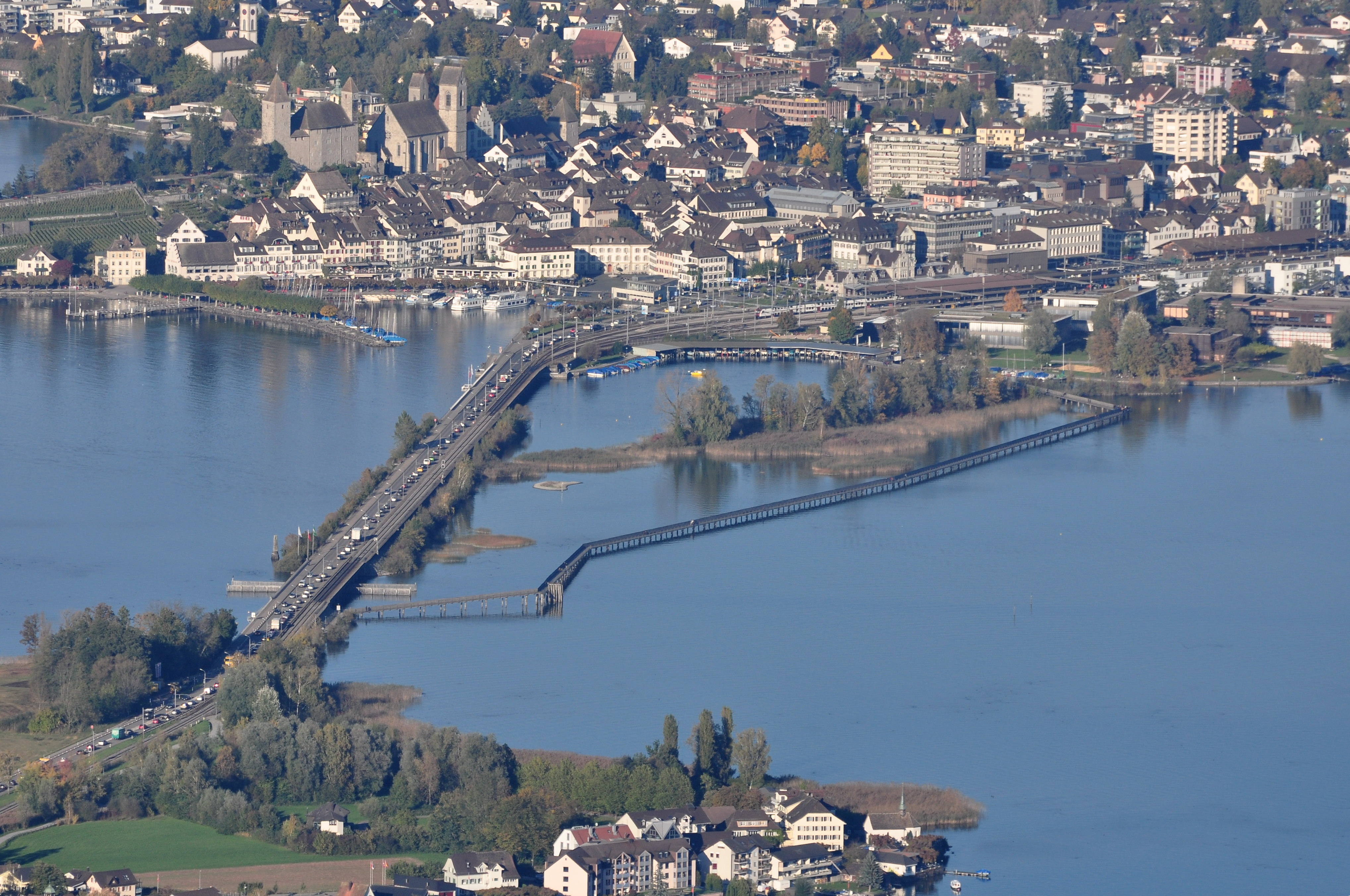
Il ponte-diga di Rapperswil tra Hurden (in basso nella foto) e Rapperswil (in alto)

Il territorio di Rapperswil-Jona si estende lungo la sponda nordorientale del lago di Zurigo, nel quale si protende una penisola dalla quale, nel punto più stretto del lago, il ponte-diga di Rapperswil (Seedamm von Rapperswil) lo collega a Hurden, frazione di Freienbach (Canton Svitto), dividendo il lago stesso nel lago superiore (Obersee) e inferiore (Untersee).

## Storia
Il comune di Rapperswil-Jona è stato istituito il 1º gennaio 2007 con la fusione dei comuni soppressi di Jona e Rapperswil.

## Geografia antropica

### Quartieri
I quartieri di Rapperswil-Jona sono:
- Jona[6]
  - Bollingen[7]
    - Oberbollingen
    - Unterbollingen

  - Busskirch[5]
  - Kempraten[8]
  - Wagen (Curtiberg)
- Rapperswil[4]

## Infrastrutture e trasporti

### Strade
La città è servita dalle uscite di Rapperswil e di Jona sull'autostrada A15 ed è attraversata dalle strade principali 8, 15 e 17.

### Ferrovie
Nel comune è presente la stazione ferroviaria di Rapperswil, situata su quattro linee ferroviarie (Zurigo-Rapperswil, Rapperswil-Ziegelbrücke, Rapperswil-Pfäffikon e Wallisellen-Rapperswil) e servita dalle reti celeri di Zurigo (linee S5, S7 e S15) e di San Gallo (linee S6, VAE). Nel territorio comunale sorgono anche le stazioni di Blumenau, di Jona e di Kempraten, mentre quella di Bollingen è dismessa dal 2004.

### Porti

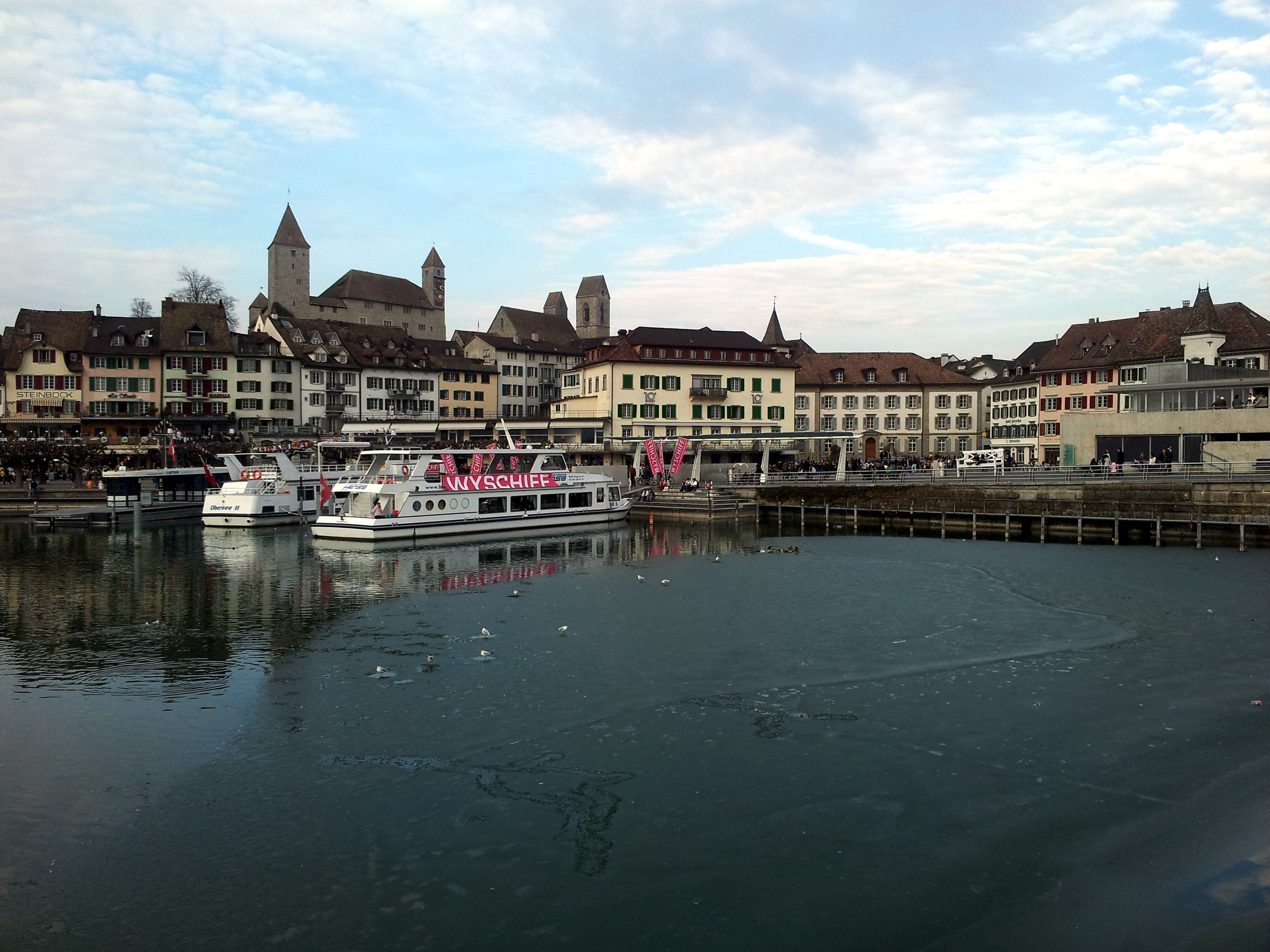
Il porto di Rapperswil; sullo sfondo, il castello

Sono presenti traghetti passeggeri stagionali e traghetti merci sul lago di Zurigo; il porto di Rapperswil è situato a sud della stazione di Rapperswil, nei pressi dell'Università di scienze applicate di Rapperswil.

### Mobilità urbana
Il comune è servito da un servizio di autobus locale, lo "Stadtbus Rapperswil-Jona", fornito dal 2008 dalla Verkehrsbetriebe Zürichsee und Oberland (VZO), e da altre società di autobus private.

## Sport

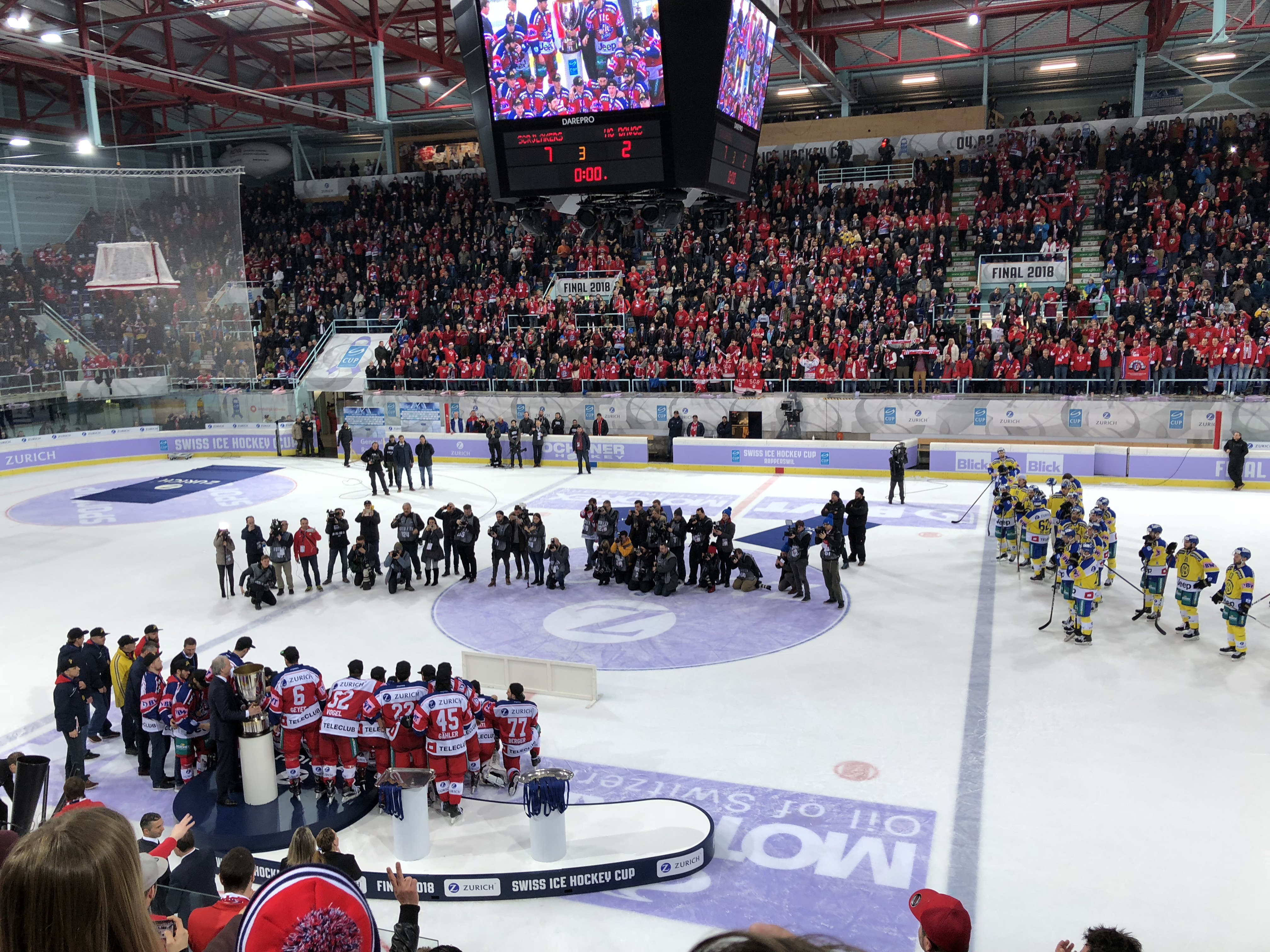
Lo stadio di hockey St. Galler Kantonalbank Arena

A Rapperswil-Jona giocano le squadre di hockey su ghiaccio Schlittschuh-Club Rapperswil-Jona Lakers e di calcio Fussballclub Rapperswil-Jona; nel 2003 il comune ha ospitato i Campionati mondiali di orientamento.